# Montañas Chester
Las montañas Chester (76°40′S 145°35′O / -76.667, -145.583) son un grupo de montañas justo al norte de la boca del glaciar del valle Crevasse y a 19 km al norte de la montaña Saunders en las cordilleras Ford de la Tierra de Marie Byrd, Antártida. Fueron relevadas por la Expedición Antártica Byrd (1933–35) y fueron nombradas en honor a Colby M. Chester, presidente de General Foods Corporation, quien dio una generosa ayuda económica a las expediciones Byrd.